# Kínai csíkos törpehörcsög
A kínai csíkos törpehörcsög (Cricetulus barabensis) az emlősök (Mammalia) osztályának rágcsálók (Rodentia) rendjébe, ezen belül a hörcsögfélék (Cricetidae) családjába tartozó rágcsálófaj.
A korábban alfajnak vélt Cricetulus baranensis Milne-Edwards, 1867 manapság önálló fajnak számít.

## Előfordulása
Ez a hörcsögfaj Ázsia középső és keleti részén él. Nevével ellentétben nemcsak Kínában, hanem Kazahsztánban és Mongóliában is honos.
Kedvelt élőhelye a sztyepp, tajga, fával gyéren benőtt területek.

## Megjelenése
A kifejlett hörcsög testhossza mindössze 8-12 centiméter, rövid farka 2-3 milliméter. Testsúlya 40-50 gramm. A hím kicsivel nagyobb, mint a nőstény. Fejének és testének felső része szürkésbarna, hasi oldala fehér. A háta közepén, a gerinc mentén fekete csík fut végig.

## Életmódja
A nappalt átalussza és alkonyatkor kezd mozgolódni. Egész éjjel táplálékszerző úton van. Téli álmot nem alszik. Földben ásott kotorékban lakik, 50-60 centiméteres mélységben. A mezei hörcsögnél (Cricetus cricetus) jobban szocializált. A házi hörcsögöket akár át lehet szoktatni a nappali életmódra.
Elsősorban füvekkel és magvakkal táplálkozik, de nem veti meg a rovarokat sem. A házi fajtát óvjuk a rovaroktól és forgáccsal béleljük ki a helyét.

## Szaporodása
A kínai csíkos hörcsög szaporodási időszaka márciustól októberig tart. A nőstény 21 napos vemhesség után 5-6 utódot hoz a világra. A kicsik csupaszon és vakon születnek, súlyuk 2-3 gramm. 6-8 naposan testüket selymes szőrpihe borítja. Szemüket 9 napos korukban nyitják ki. 2 hetesen már kezdenek szilárd táplálékot fogyasztani. A nőstény 3 hetes korukban választja el a kölyköket, amelyek 6-8 hetes korukban válnak ivaréretté.

## Védettsége
Ha a kínai csíkos hörcsög elszaporodik, nagy károkat okozhat a mezőgazdasági kultúrákban, főként a gabonafélékben.

## Színei és azok genotípusai
A színekhez az alábbi genotípusok tartoznak:
1. vadas:AA
2. foltos:Dsds LETÁLIS! (letális allél?)
3. fehér:DsDs
4. tarka:SS/Ss
5. fehér, csíkkal a hátán:DsDsSS/DsDsSs